# Len

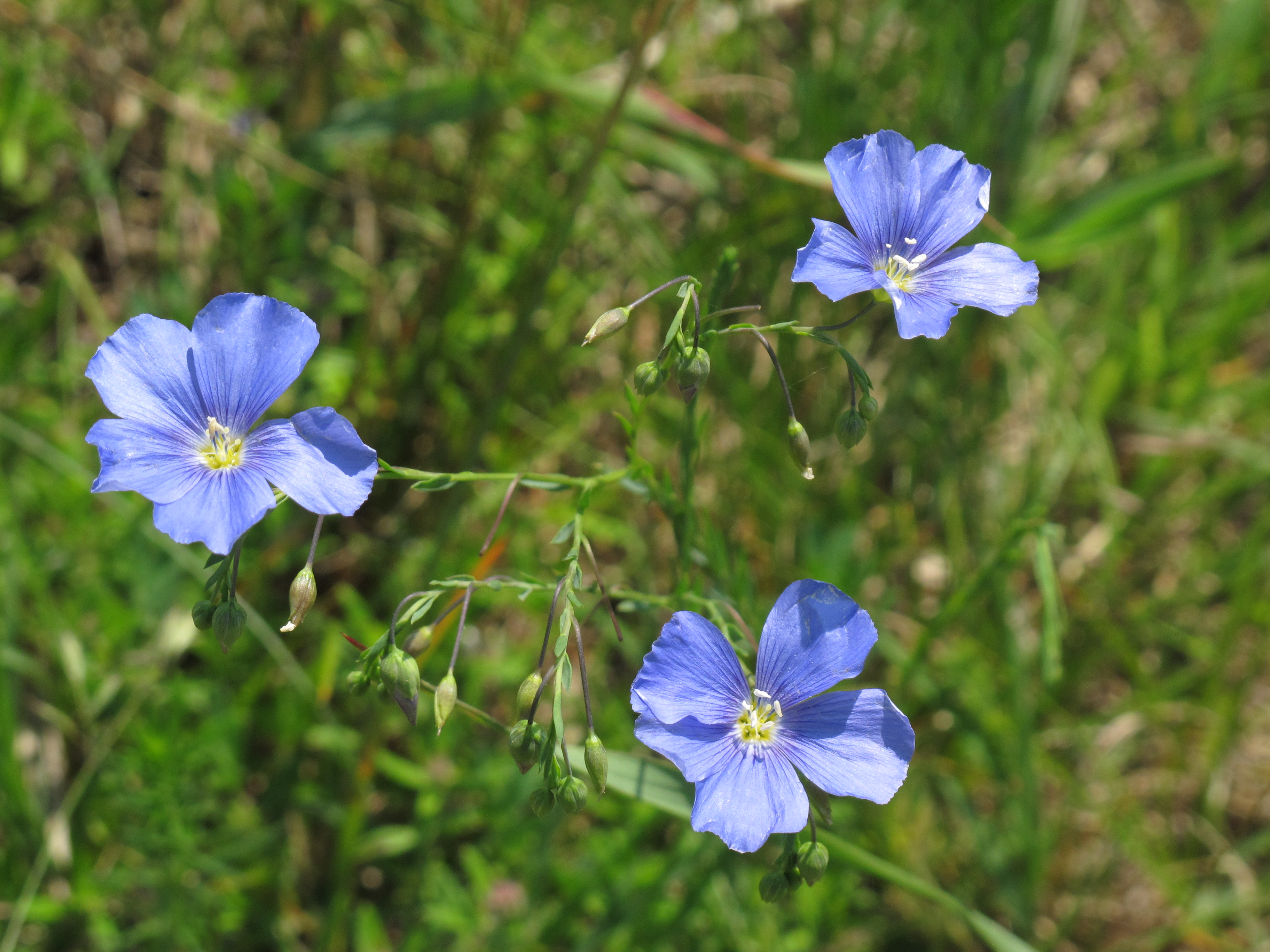
Len austriacki

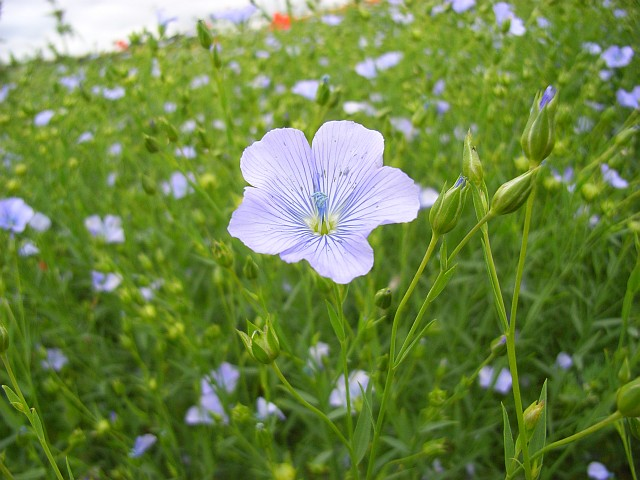
Len zwyczajny

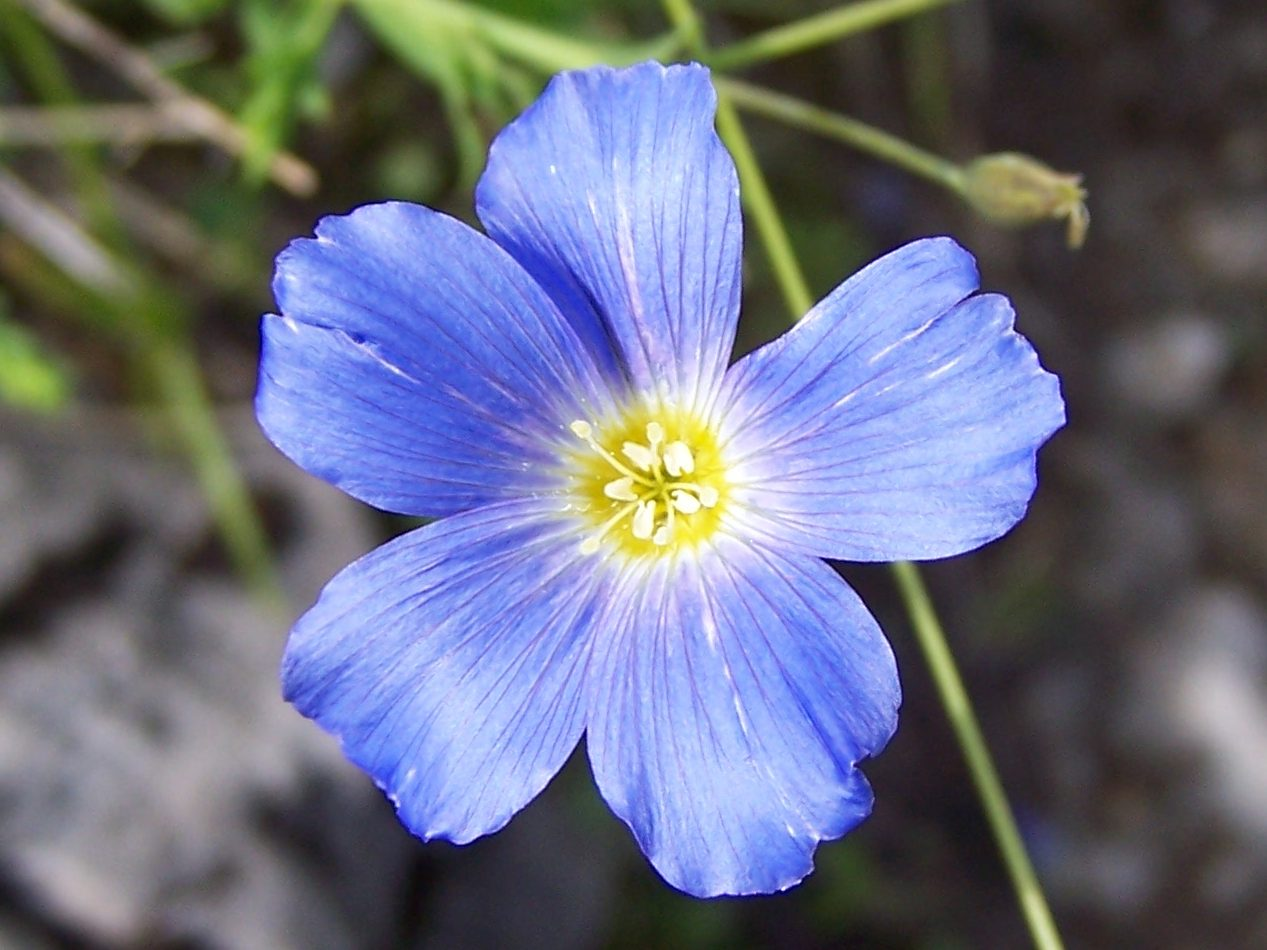
Len karpacki

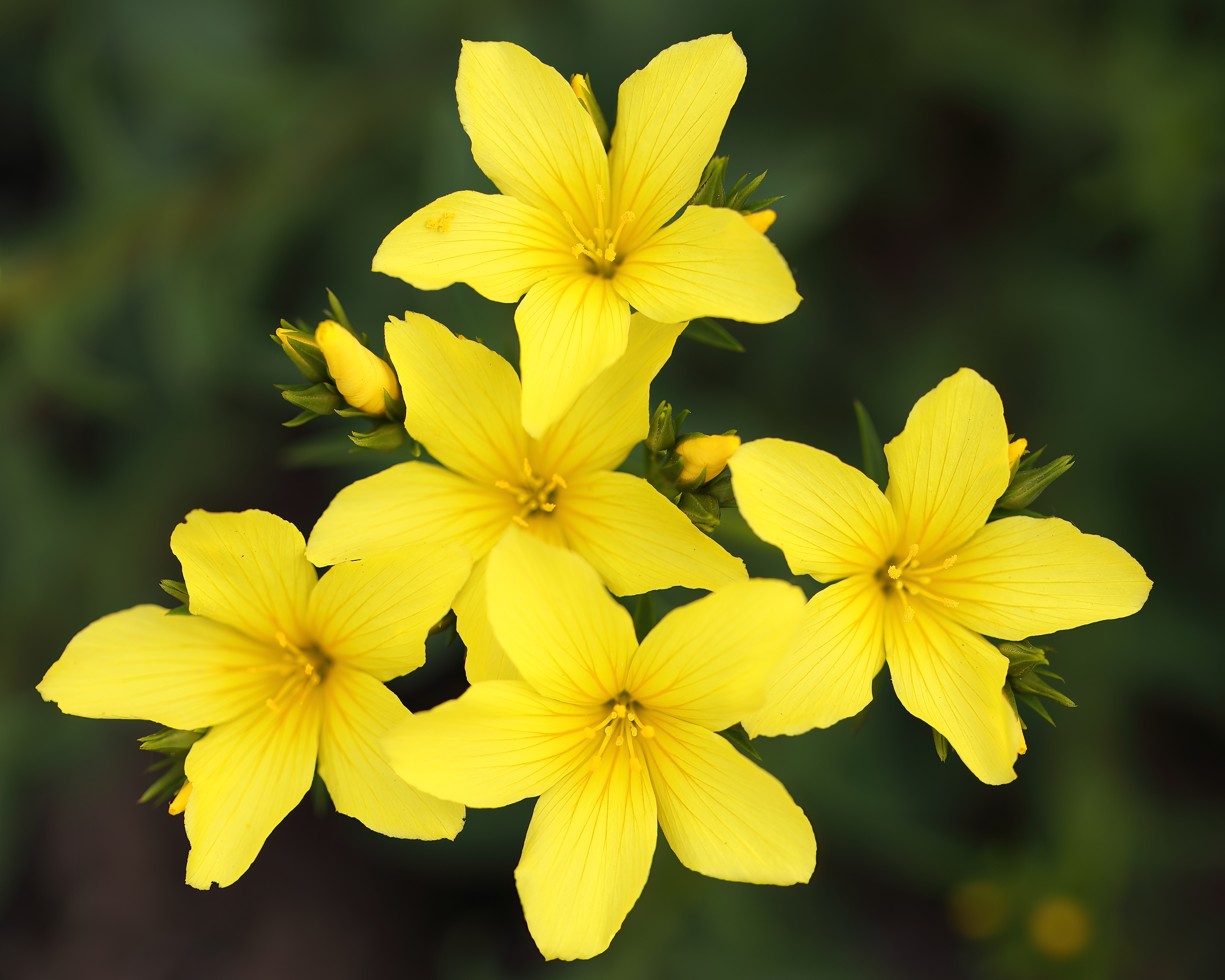
Len złocisty

Len (Linum L.) – rodzaj roślin z rodziny lnowatych (Linaceae). Obejmuje ok. 180–213 gatunków. Występują one na różnych kontynentach w strefie klimatu umiarkowanego i w strefie subtropikalnej, z największym zróżnicowaniem w rejonie Morza Śródziemnego. Przedstawiciele rodzaju spotykani są zwykle w suchych, nasłonecznionych siedliskach w miejscach kamienistych, na klifach, w ciepłolubnych zaroślach. Nazwa naukowa rodzaju pochodzi od łacińskiej nazwy lnu – lin. W Polsce na stanowiskach naturalnych lub zdziczałych spotykanych jest 6 gatunków. W uprawie jest kilka kolejnych, spośród których największe znaczenie ma len zwyczajny, uprawiany jako roślina włóknodajna. Z kilku gatunków ozdobnych największe znaczenie ma północnoafrykański len wielkokwiatowy. 

## Rozmieszczenie geograficzne
Zasięg rodzaju obejmuje wszystkie kontynenty z wyjątkiem Antarktydy. Gatunków tych brak jednak na Grenlandii, na rozległych obszarach w strefie równikowej (lny rosną tam tylko w górach). Rodzaj jest z kolei najbardziej zróżnicowany w basenie Morza Śródziemnego. W Europie rośnie 36 gatunków, głównie w jej południowej części. W Ameryce Północnej 37.
W Polsce rosną cztery gatunki rodzime, dwa introdukowane i zdziczałe.
Gatunki flory Polski
- len austriacki Linum austriacum L. – antropofit zadomowiony
- len karpacki Linum extraaxillare Kit.
- len przeczyszczający Linum catharticum L.
- len trwały Linum perenne L. – antropofit zadomowiony
- len włochaty Linum hirsutum L.
- len złocisty Linum flavum L.

## Morfologia
ŁodygaRośliny jednoroczne, byliny i rzadko półkrzewy drewniejące u nasady, osiągające do 0,6 m wysokości. Łodygi zwykle wyprostowane, z grubą korą pierwotną, nagie, rzadko owłosione.
LiścieSkrętoległe lub naprzeciwległe. Pojedyncze, zwykle lancetowate, z wyraźną żyłką centralną. Zwykle całobrzegie, rzadko ząbkowane lub z gruczołowatymi włoskami na brzegu.
KwiatyObupłciowe, nierzadko okazałe (do 4 cm średnicy), ale krótkotrwałe (zwykle jednodniowe lub szybciej opadające). Rozwijają się na szczytach rozgałęzionych pędów. Działek kielicha jest 5, zwykle wolnych, czasem zrosłych u nasady. Płatków także jest 5 i są one wolne, barwy niebieskiej, żółtej, czerwonej, różowej lub białej. Pręcików jest 5, z nitkami u nasady poszerzonymi i nieco złączonymi, z przemiennie do nich wyrastającymi prątniczkami. Zalążnia z 5 nitkowatymi szyjkami, zwieńczonymi główkowatymi znamionami, pięciokomorowa, ale z fałszywymi przegrodami dodatkowo dzielącymi komory. W każdej komorze dwa zalążki.
OwoceTorebki podzielone na dziesięć komór. Nasiona spłaszczone, czarne lub brązowe. Silnie śluzowacieją w kontakcie z wodą.

## Systematyka
Pozycja systematyczna

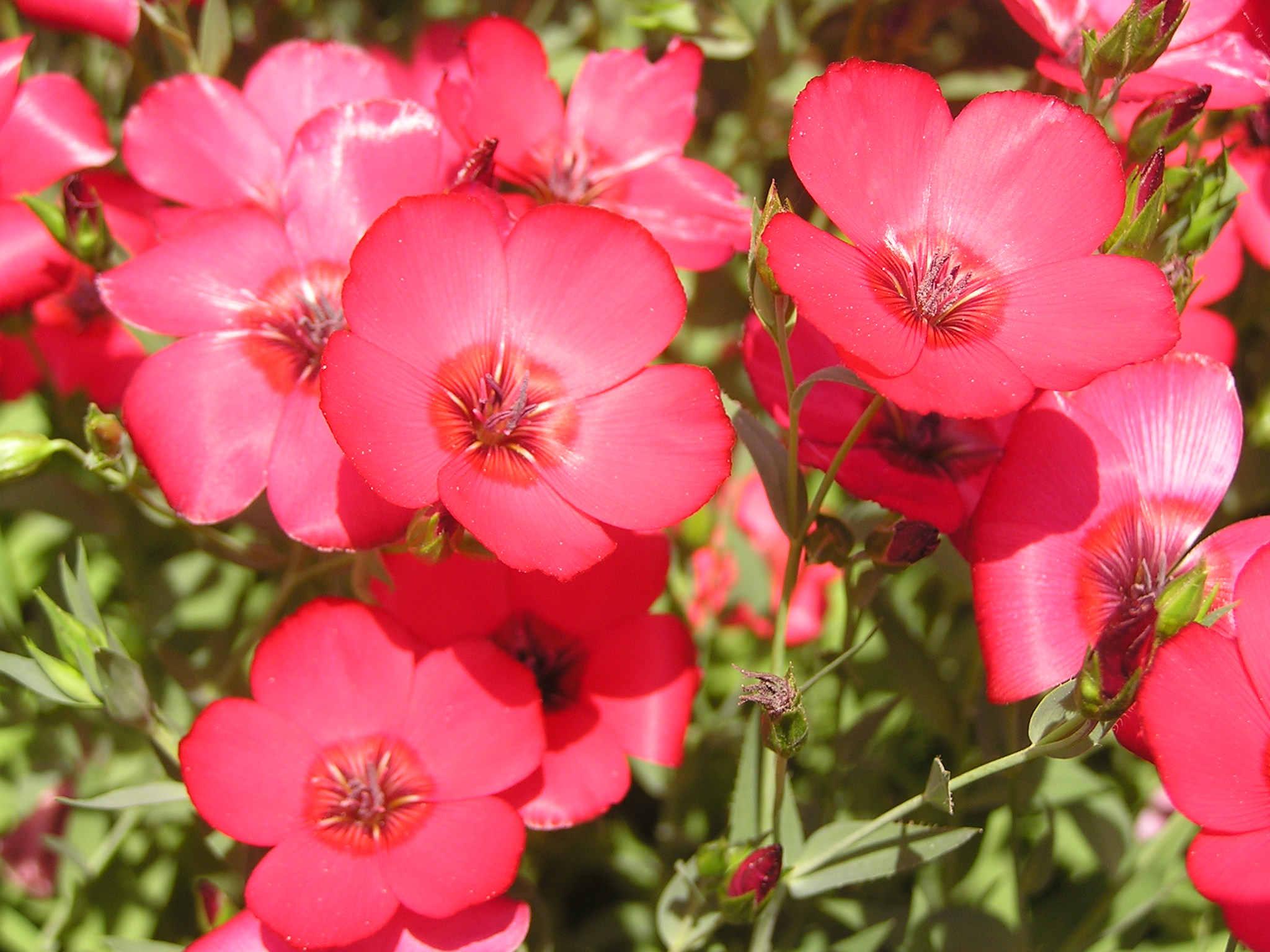
Len wielkokwiatowy

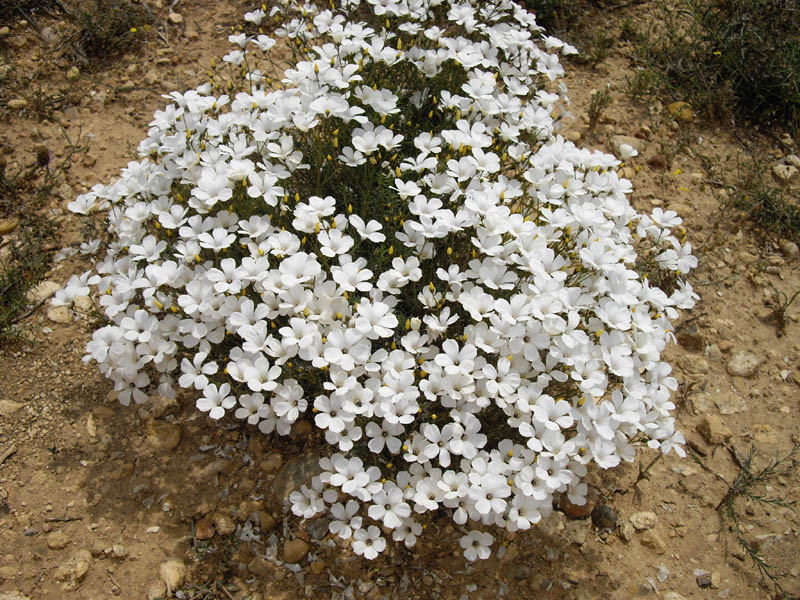
Len krzewiasty

Jeden z 8 rodzajów podrodziny Linoideae w obrębie rodziny lnowate (Linaceae). W tradycyjnym ujęciu rodzaj nie jest taksonem monofiletycznym – dzieli się na dwa klady, z których jedną tworzą dwie sekcje o niebieskich kwiatach – sect. Linum i Dasylinum, a drugą pozostałe sekcje o kwiatach żółtych – Cathartolinum, Linopsis i Syllinum oraz zagnieżdżone w tej grupie cztery inne tradycyjnie wyróżniane rodzaje: Hesperolinon, Sclerolinon, Clioccoca i Radiola. Postuluje się włączenie tych rodzajów do Linum, aczkolwiek w bazach taksonomicznych zachowują wciąż jeszcze odrębność.
Wykaz gatunków
- Linum acuticarpum C.M.Rogers
- Linum adenophyllum A.Gray
- Linum adustum E.Mey. ex Planch.
- Linum aethiopicum Thunb.
- Linum africanum L.
- Linum aksehirense Tugay & Ulukuş
- Linum alatum (Small) H.J.P.Winkl.
- Linum album Kotschy ex Boiss.
- Linum allredii Sivinski & M.O.Howard
- Linum alpinum Jacq.
- Linum altaicum Ledeb. ex Juz. – len ałtajski
- Linum amurense Alef.
- Linum anglicum Mill.
- Linum appressum Caball.
- Linum arboreum L.
- Linum arenicola (Small) H.J.P.Winkl.
- Linum aretioides Boiss.
- Linum aristatum Engelm.
- Linum aroanium Boiss. & Orph.
- Linum australe A.Heller
- Linum austriacum L. – len austriacki
- Linum ayliniae Yılmaz
- Linum bahamense Northr.
- Linum baicalense Juz.
- Linum basarabicum (Săvul. & Rayss) Klokov ex Juz.
- Linum berlandieri Hook.
- Linum betsiliense Baker
- Linum bicarpellatum Sharsm.
- Linum bienne Mill. – len dwuletni
- Linum boissieri Asch. & Sint. ex Boiss.
- Linum brachypetalum O.Schwartz
- Linum brevifolium A.St.-Hil. & Naudin
- Linum brevistylum C.M.Rogers
- Linum breweri A.Gray
- Linum burkartii Mildner
- Linum caespitosum Sm.
- Linum californicum Benth.
- Linum campanulatum L. – len dzwonkowaty
- Linum capitatum Kit. ex Schult. – len główkowaty
- Linum cariense Boiss.
- Linum carneum A.St.-Hil.
- Linum carnosulum Boiss.
- Linum carratracense (Rivas Goday & Rivas Mart.) Mart.Labarga & Muñoz Garm.
- Linum carteri Small
- Linum catharticum L. – len przeczyszczający
- Linum chaborasicum Mouterde
- Linum chamissonis Schiede
- Linum ciliatum Hayek
- Linum clevelandii Greene
- Linum compactum A.Nelson
- Linum comptonii C.M.Rogers
- Linum congestum A.Gray
- Linum corymbiferum Desf.
- Linum corymbulosum Rchb.
- Linum cratericola Eliasson
- Linum cremnophilum I.M.Johnst.
- Linum cruciatum Planch.
- Linum cubense Bisse
- Linum czernjajevii Klokov
- Linum decumbens Desf.
- Linum densiflorum P.H.Davis
- Linum digynum A.Gray
- Linum doerfleri Rech.f.
- Linum dolomiticum Borbás – len dolomicki
- Linum drymarioides Curran
- Linum elegans Spruner ex Boiss.
- Linum elongatum H.J.P.Winkl.
- Linum emirnense Bojer
- Linum empetrifolium (Boiss.) P.H.Davis
- Linum erigeroides A.St.-Hil.
- Linum ertugrulii Tugay, Bağcı & Uysal
- Linum esterhuyseniae C.M.Rogers
- Linum euboeum Bornm.
- Linum extraaxillare Kit. – len karpacki
- Linum filiforme Urb.
- Linum flagellare (Small) H.J.P.Winkl.
- Linum flavum L. – len złocisty
- Linum floridanum (Planch.) Trel.
- Linum flos-carmini Ruiz-Martin, Mart.Labarga, Jim.Mejías & Pérez-Barr.
- Linum gaditanum Mart.Labarga & Muñoz Garm.
- Linum goulimyi Rech.f.
- Linum gracile Sm. ex Planch.
- Linum grandiflorum Desf. – len wielkokwiatowy
- Linum guatemalense Benth.
- Linum gyaricum Vierh.
- Linum gypsogenium G.L.Nesom
- Linum harlingii Eliasson
- Linum harperi Small
- Linum hellenicum Iatroú
- Linum heterosepalum Regel
- Linum heterostylum C.M.Rogers
- Linum hirsutum L. – len włochaty
- Linum hologynum Rchb.
- Linum hudsonioides Planch.
- Linum hypericifolium Salisb.
- Linum imbricatum (Raf.) B.D.Jacks.
- Linum intercursum E.P.Bicknell
- Linum iranicum Hausskn. ex Bornm.
- Linum jimenezii Pau
- Linum katiae Peruzzi
- Linum kaynakiae Yılmaz
- Linum keniense T.C.E.Fr.
- Linum khorassanicum Joharchi & Behrooz.
- Linum kingii S.Watson
- Linum komarovii Juz.
- Linum kurdicum (P.H.Davis) Naum.-Svetl.
- Linum lasiocarpum Rose
- Linum leonii F.W.Schultz
- Linum leucanthum Boiss. & Spruner
- Linum lewisii Pursh
- Linum littorale A.St.-Hil.
- Linum longipes Rose
- Linum lundellii C.M.Rogers
- Linum macraei Benth.
- Linum macrocarpum C.M.Rogers
- Linum macrorhizum Juz.
- Linum marginale A.Cunn.
- Linum marianorum (Rivas Goday & Bellot) Mart.Labarga & Muñoz Garm.
- Linum maritimum L.
- Linum marojejyense (Humbert) C.M.Rogers
- Linum mauritanicum Pomel
- Linum mcvaughii C.M.Rogers
- Linum medium (Planch.) Britton
- Linum meletonis Hand.-Mazz.
- Linum mexicanum Kunth
- Linum micranthum A.Gray
- Linum modestum C.M.Rogers
- Linum monogynum G.Forst.
- Linum mucronatum Bertol.
- Linum mysorense B.Heyne ex Benth.
- Linum narbonense L. – len narboński
- Linum nelsonii Rose
- Linum neomexicanum Greene
- Linum nervosum Waldst. & Kit. – len żyłkowany
- Linum nodiflorum L.
- Linum numidicum Murb.
- Linum obtusatum (Boiss.) Stapf
- Linum olgae Juz.
- Linum oligophyllum Willd. ex Schult.
- Linum olympicum Boiss.
- Linum orizabae Planch.
- Linum pallasianum Schult.
- Linum pallescens Bunge
- Linum pamphylicum (Boiss.) Podp.
- Linum perenne L. – len trwały
- Linum persicum Boiss.
- Linum peyronii Post
- Linum phitosianum Christod. & Iatroú
- Linum platyphyllum (P.H.Davis) Yıld.
- Linum polygaloides Planch.
- Linum pratense (Norton) Small
- Linum pringlei S.Watson
- Linum prostratum Dombey ex Lam.
- Linum puberulum (Engelm.) A.Heller
- Linum pubescens Banks & Sol.
- Linum punctatum C.Presl
- Linum pungens Planch.
- Linum quadrifolium L.
- Linum ramosissimum Gay
- Linum rigidum Pursh
- Linum rupestre Engelm. ex A.Gray
- Linum rzedowskii Arreguín
- Linum salsoloides Lam. – len solankowaty
- Linum scabrellum Planch.
- Linum schiedeanum Schltdl. & Cham.
- Linum scoparium Griseb.
- Linum selaginoides Lam.
- Linum seljukorum P.H.Davis
- Linum setaceum Brot.
- Linum silpii Gomb.
- Linum smallii (C.M.Rogers) K.Bradley & Weakley
- Linum smithii Mildner
- Linum spergulinum A.Gray
- Linum squamulosum Rudolphi ex Willd.
- Linum squarrosum Munby
- Linum stelleroides Planch.
- Linum stocksianum Boiss.
- Linum striatum Walter
- Linum strictum L.
- Linum subbiflorum Juz.
- Linum subteres (Trel.) H.J.P.Winkl.
- Linum suffruticosum L. – len krzewiasty
- Linum sulcatum Riddell
- Linum tauricum Willd.
- Linum tegedense (C.Vicioso ex Pau) Mart.Labarga & Muñoz Garm.
- Linum tenellum Schltdl. & Cham.
- Linum tenue Desf.
- Linum tenuifolium L. – len wąskolistny
- Linum thesioides Bartl.
- Linum thracicum Degen
- Linum thunbergii Eckl. & Zeyh.
- Linum tmoleum Boiss.
- Linum toxicum Boiss.
- Linum triflorum P.H.Davis
- Linum trigynum L.
- Linum turcomanicum Juz.
- Linum ucranicum (Griseb. ex Planch.) Czern.
- Linum unguiculatum P.H.Davis
- Linum uninerve (Rochel) Jáv.
- Linum usitatissimum L. – len zwyczajny
- Linum vanense Azn.
- Linum velutinum Steud. ex Planch.
- Linum vernale Wooton
- Linum verruciferum Azn.
- Linum villarianum Pau
- Linum villosum C.M.Rogers
- Linum violascens Bunge
- Linum virginianum L.
- Linum virgultorum Boiss. & Heldr. ex Planch.
- Linum viscosum L. – len lepki
- Linum volkensii Engl.
- Linum vuralianum Yılmaz & Kaynak
- Linum westii C.M.Rogers

## Zastosowanie

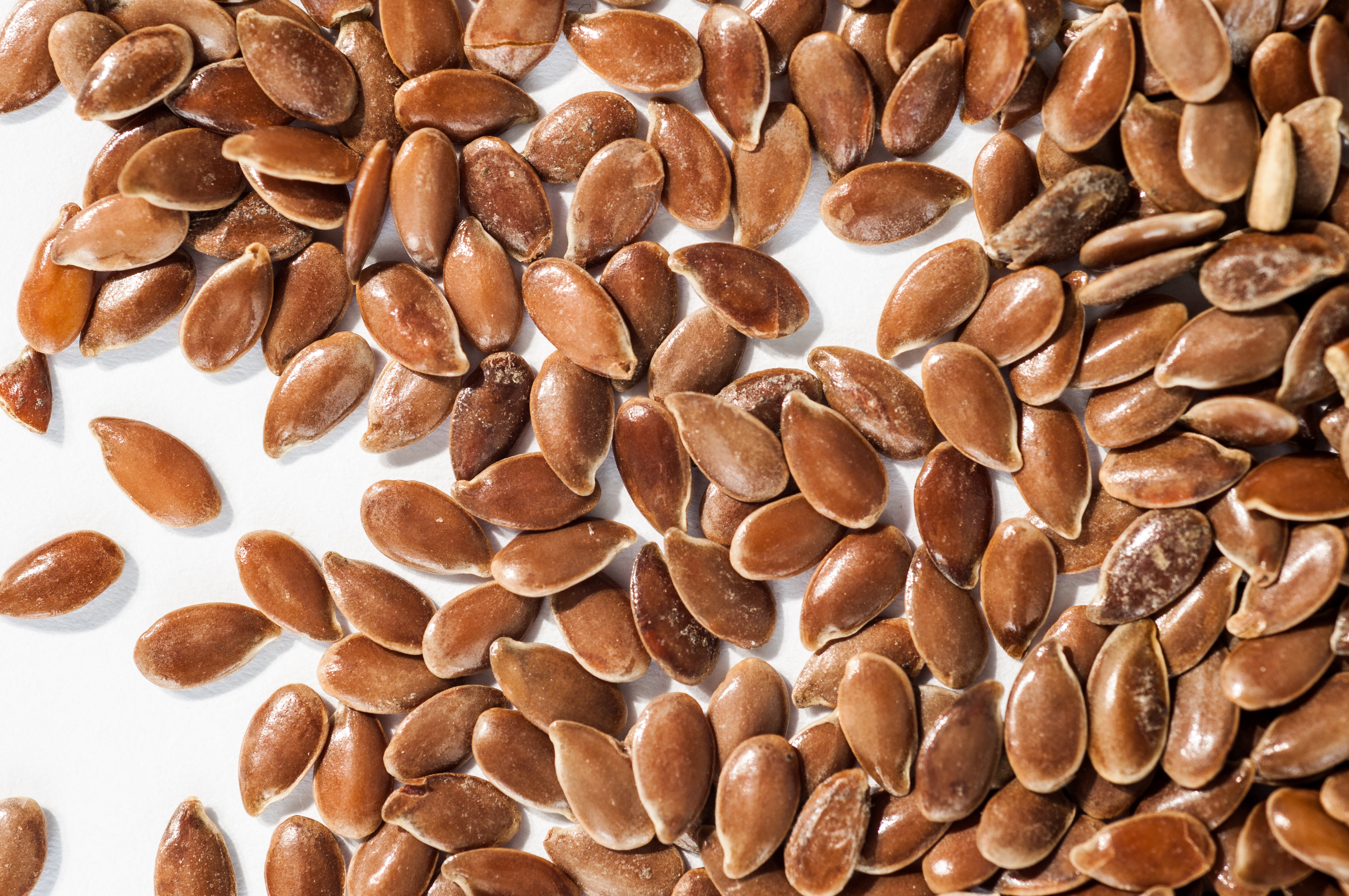
Nasiona lnu zwyczajnego

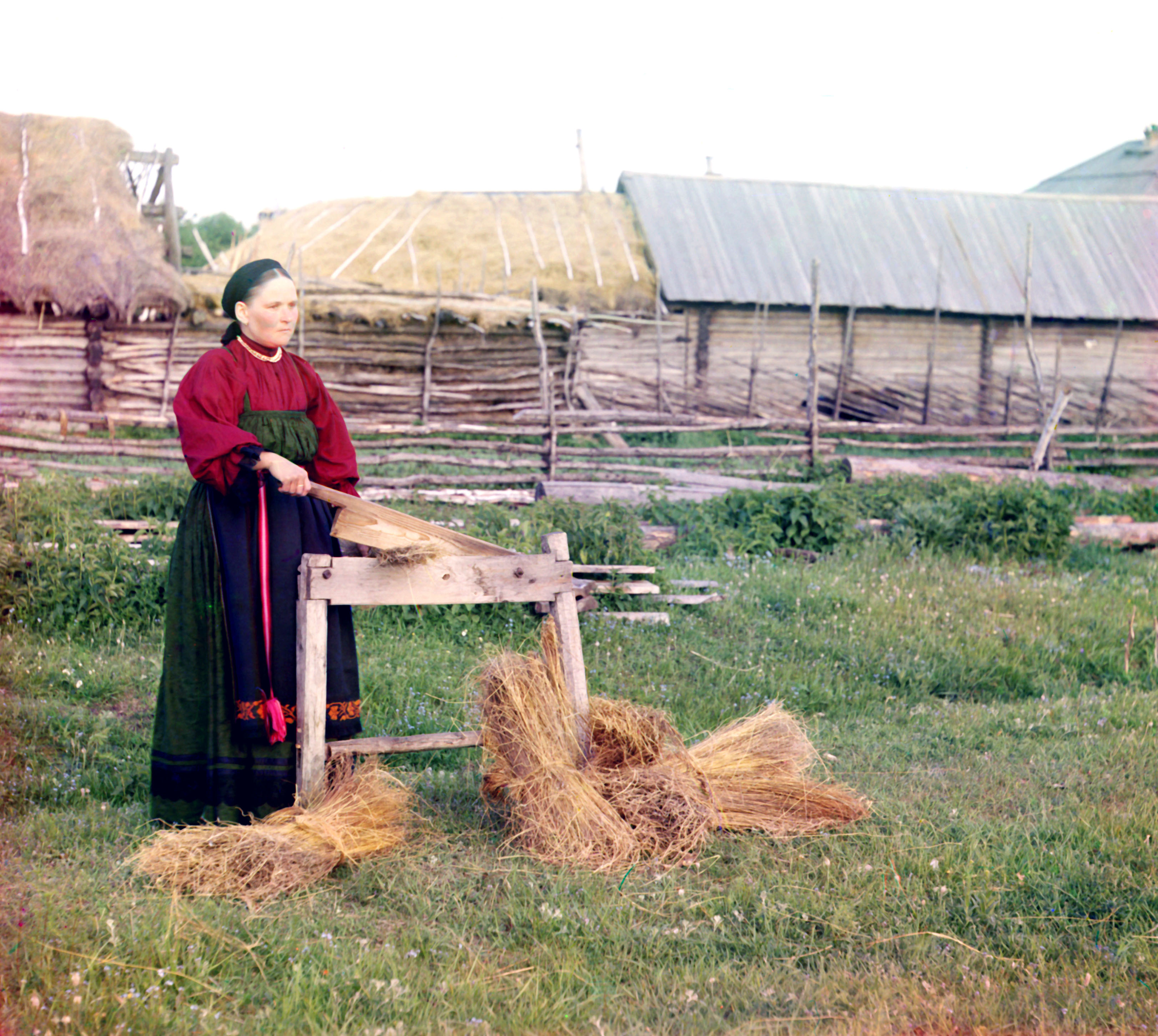
Chałupnicze międlenie lnu zwyczajnego

Gatunkiem lnu o największym znaczeniu praktycznym jest len zwyczajny (Linum usitatissimum) – roślina włóknodajna i oleista pochodząca z Bliskiego Wschodu, stara roślina użytkowa uprawiana od kilku tysięcy lat, dostarczająca m.in. włókna (które mimo konkurencji tworzyw sztucznych nadal jest bardzo cenione), makuchów na paszę. Nasiona (siemię lniane) używane są w lecznictwie. 
- Roślina włóknista: Ze środkowej części łodygi pozyskuje się włókno długie, do produkcji wysokiej jakości przędz czesankowych, osnowowych i dalej tkanin. Z części wierzchołkowej i korzeniowej pozyskuje się włókno krótkie, do produkcji przędz zgrzebnych wątkowych.
- Roślina oleista: Dostarcza oleju jadalnego i przemysłowego. Nasiona lnu zawierają do 35% oleju, poza tym 20% białka, enzymy i glikozydy kwasów: oleinowego, linolowego i stearynowego[15].
- Roślina lecznicza: Olej lniany Oleum Lini ma ochronne działanie powlekające śluzówki układu pokarmowego. Jest stosowany wewnętrznie przy nieżytach żołądka i nieżytach jelit, a także przy nieżytach pęcherza moczowego i dróg moczowych. Zewnętrznie używa się go przy stanach zapalnych skóry, owrzodzeniach, wypryskach[15].
- Roślina ozdobna: sadzona jest na rabatach, w ogrodach skalnych, w runie parkowym oraz w grupach naturalistycznych.

Jako rośliny lecznicze wykorzystywane są także: len przeczyszczający Linum catharticum, L. lewisii, ten drugi jest także rośliną włóknodajną. Liczne gatunki uprawiane są jako ozdobne, zwłaszcza: len złocisty Linum flavum (kwiaty żółte), len wielkokwiatowy Linum grandiflorum (kwiaty czerwone), len trwały Linum perenne i len narboński Linum narbonense (kwiaty niebieskie).
Gatunki uprawiane w Polsce
- len ałtajski Linum altaicum Ledeb. ex Juz.
- len wąskolistny, len cienkolistny Linum tenuifolium L.
- len dolomicki Linum dolomiticum Borbás
- len dwuletni Linum bienne Mill.
- len dzwonkowaty Linum campanulatum L.
- len główkowaty Linum capitatum Kit. ex Schult.
- len krzewiasty Linum suffruticosum L.
- len lepki Linum viscosum L.
- len narboński Linum narbonense L.
- len solankowaty Linum salsoloides Lam.
- len wielkokwiatowy Linum grandiflorum Desf.
- len zwyczajny Linum usitatissimum L.
- len żyłkowany Linum nervosum Waldst. & Kit.